# Melchior Ferdinand Joseph von Diepenbrock
Melchior Ferdinand Joseph von Diepenbrock (Bocholt, 6 gennaio 1798 – Javorník, 20 gennaio 1853) è stato un cardinale e vescovo cattolico tedesco.

## Biografia
Nacque a Bocholt il 6 gennaio 1798.
Papa Pio IX lo elevò al rango di cardinale nel concistoro del 30 settembre 1850.
Morì il 20 gennaio 1853 all'età di 55 anni.

## Genealogia episcopale
La genealogia episcopale è:
- Cardinale Scipione Rebiba
- Cardinale Giulio Antonio Santori
- Cardinale Girolamo Bernerio, O.P.
- Arcivescovo Galeazzo Sanvitale
- Cardinale Ludovico Ludovisi
- Cardinale Luigi Caetani
- Cardinale Ulderico Carpegna
- Cardinale Paluzzo Paluzzi Altieri degli Albertoni
- Papa Benedetto XIII
- Papa Benedetto XIV
- Papa Clemente XIII
- Cardinale Giovanni Battista Caprara Montecuccoli
- Vescovo Dionys von Rost
- Vescovo Karl Franz von Lodron
- Vescovo Bernhard Galura
- Vescovo Giovanni Nepomuceno de Tschiderer
- Cardinale Friedrich Johann Joseph Cölestin von Schwarzenberg
- Cardinale Melchior Ferdinand Joseph von Diepenbrock